# Ле-Се
Ле-Се (фр. Le Saix, окс. Lo Sais) — коммуна во Франции, находится в регионе Прованс — Альпы — Лазурный Берег. Департамент коммуны — Верхние Альпы. Входит в состав кантона Вейн. Округ коммуны — Гап.
Код INSEE коммуны — 05158.

## Население
Население коммуны на 2008 год составляло 92 человека.
| 1962 | 1968 | 1975 | 1982 | 1990 | 1999 | 2008 | 2013 |
| ---- | ---- | ---- | ---- | ---- | ---- | ---- | ---- |
| 72   | 90   | 81   | 77   | 64   | 79   | 92   | 103  |

## Экономика
В 2007 году среди 49 человек в трудоспособном возрасте (15—64 лет) 29 были экономически активными, 20 — неактивными (показатель активности — 59,2 %, в 1999 году было 50,0 %). Из 29 активных работали 28 человек (14 мужчин и 14 женщин), безработной была 1 женщина. Среди 20 неактивных 4 человека были учениками или студентами, 12 — пенсионерами, 4 были неактивными по другим причинам.

## Достопримечательности
- Руины замка (XI—XII века)

## Фотогалерея
- Въезд в Ле-Се
- Церковь
- Входные двери в церковь